# Muvattupuzha
Muvattupuzha (o Muvattupula) è una suddivisione dell'India, classificata come municipality, di 29.230 abitanti, situata nel distretto di Ernakulam, nello stato federato del Kerala. In base al numero di abitanti la città rientra nella classe III (da 20.000 a 49.999 persone).

## Geografia fisica
La città è situata a 9° 58' 0 N e 76° 34' 60 E e ha un'altitudine di 27 m s.l.m..

## Società

### Evoluzione demografica
Al censimento del 2001 la popolazione di Muvattupuzha assommava a 29.230 persone, delle quali 14.462 maschi e 14.768 femmine. I bambini di età inferiore o uguale ai sei anni assommavano a 3.172, dei quali 1.660 maschi e 1.512 femmine. Infine, coloro che erano in grado di saper almeno leggere e scrivere erano 24.485, dei quali 12.318 maschi e 12.167 femmine.